# Loasa placei
Loasa placei är en brännreveväxtart som beskrevs av John Lindley. Loasa placei ingår i släktet Loasa och familjen brännreveväxter. Inga underarter finns listade i Catalogue of Life.